# Culture rock
Culture rock est une émission de télévision française consacrée au rock, créée par Christian Blachas et Alain Gardinier, et diffusée sur la chaîne M6 de 1991 à 1996, avant d'être transposée sur M6 Music jusqu'en l'an 2000, puis sur M6 Music Rock jusqu'en 2006.

## Histoire
Christian Blachas, un passionné de rock et grand fan d'Elvis Presley, créé l'émission en 1991 avec l'animateur Alain Gardinier. Déjà créateur et présentateur de Culture Pub sur M6, il lui donne naturellement le nom de Culture rock. Blachas est également le producteur de l'émission jusqu'en 1996.
Présenté successivement par Roxanne Frias, Alain Gardinier puis par Christophe Crénel, ce magazine hebdomadaire propose à chaque numéro la « saga » d'un artiste ou d'un groupe de musique différent (par exemple James Brown, Queen ou AC/DC), des dossiers thématiques (Rock Français 74-81 ou La Saga du clip) et des reportages sur l'actualité musicale (Spécial Printemps de Bourges en 1994).
L'émission reçoit le 7 d'or de la « meilleure émission musicale » le 8 janvier 1993, le premier pour la chaîne.
Diffusée depuis les débuts par M6, elle est reprise sur la chaîne M6 Music entre 1998 et 2000, où elle est présentée par Pierre De Caunes, puis sur M6 Music Rock. Présentée par Laura Tabourin lors de la dernière saison, elle disparaît en juin 2006.